# ZVH Volleybal 2020-2021
Questa voce raccoglie le informazioni riguardanti lo ZVH Volleybal nelle competizioni ufficiali della stagione 2020-2021.

## Organigramma societario
Area direttiva
- Presidente: Joke Scheffers

Area tecnica
- Allenatore: Kristian van der Wel

## Rosa
| N° | Nome                   | Ruolo | Data di nascita   | Nazionalità sportiva |
| -- | ---------------------- | ----- | ----------------- | -------------------- |
| 1  | Gianno Beij            | O     | 1992              | Paesi Bassi          |
| 2  | Chris van Mullem       | S     | 12 agosto 1992    | Paesi Bassi          |
| 4  | Timothy Scheffers      | P     | 4 aprile 1997     | Paesi Bassi          |
| 5  | Ludrich Inocente       | C     | 13 settembre 1996 | Paesi Bassi          |
| 6  | Vincent van der Kraats | O     | 2000              | Paesi Bassi          |
| 7  | Bram Wiltenburg        | P     | 28 agosto 2001    | Paesi Bassi          |
| 9  | Max Nieuwstad          | O     | 1998              | Paesi Bassi          |
| 10 | Benjamin Parkinson     | C     | 1997              | Paesi Bassi          |
| 11 | Cain van Hal           | S     | 1996              | Paesi Bassi          |
| 12 | Thomas van Rij         | S     | 1992              | Paesi Bassi          |
| 13 | Mika Prins             | L     | 16 agosto 1999    | Paesi Bassi          |
| 14 | Luca van Hal           | L     | 2002              | Paesi Bassi          |
| 15 | Julian Perdijk         | C     | 1999              | Paesi Bassi          |
| 16 | Niels de Vries         | C     | 4 luglio 1996     | Paesi Bassi          |

## Statistiche

### Statistiche di squadra
| Competizione          | Punti | In casa | In casa | In casa | In trasferta | In trasferta | In trasferta | Totale | Totale | Totale |
| Competizione          | Punti | G       | V       | P       | G            | V            | P            | G      | V      | P      |
| --------------------- | ----- | ------- | ------- | ------- | ------------ | ------------ | ------------ | ------ | ------ | ------ |
| Eredivisie            | 8/23  | 10      | 7       | 3       | 9            | 3            | 6            | 19     | 10     | 9      |
| Coppa dei Paesi Bassi | -     | 1       | 0       | 1       | 0            | 0            | 0            | 1      | 0      | 1      |
| Totale                | -     | 11      | 7       | 4       | 9            | 3            | 6            | 20     | 10     | 10     |